# Sisak

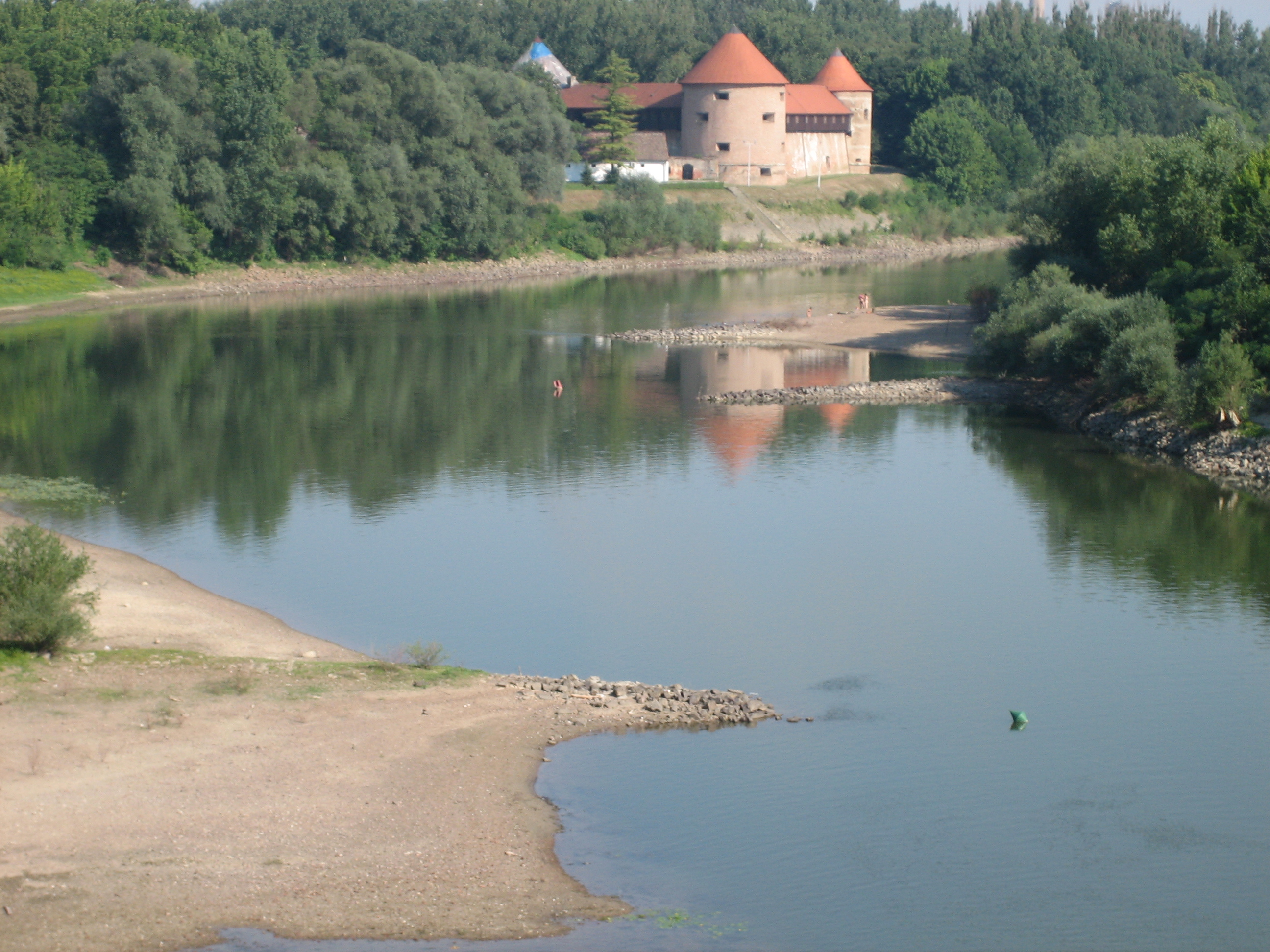
Festung Sisak

Sisak [ˈsiːsak] (deutsch historisch Sissek, ungarisch Sziszek, lateinisch Siscia, italienisch Sisek) ist eine ungefähr 48.000 Einwohner zählende Stadt in Kroatien. Die Stadt liegt an der Mündung der Kupa in die Save, die ab hier schiffbar wird, und besitzt einen Hafen. In der Stadt sind Erdöl-, Eisen-, Stahl-, Lebensmittel- und Chemieindustrie angesiedelt. Außerdem existieren für Heilzwecke genutzte Jodquellen.

## Geschichte

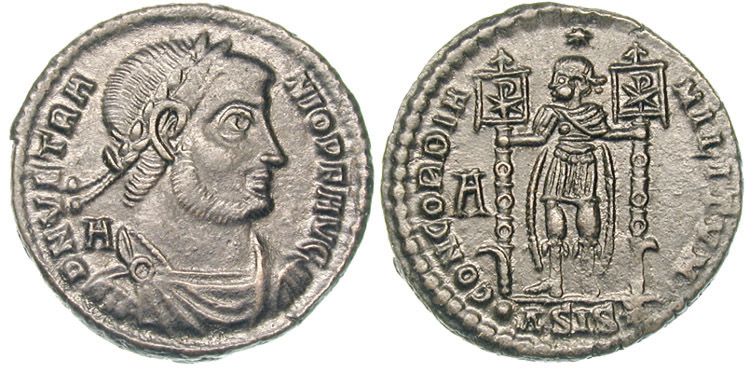
Münze des römischen Kaisers Vetranio (350) aus der Münzstätte Siscia

Sisak trug in der Zeit der Kelten den Namen Segestia.
In Römerzeit war Siscia eine große und wichtige Stadt der Provinz Pannonien mit geschätzten 30.000 Einwohnern. Von der Zeit zwischen 262 und 383 sind in Siscia geprägte Münzen erhalten.
Die Stadt war Sitz eines römisch-katholischen Bistums (Bistum Sisak). Der erste heute bekannte Bischof war Quirinus von Siscia, der 309 den Märtyrertod starb und als Heiliger verehrt wird. Bis ins Jahr 590 sind weitere Bischöfe namentlich überliefert.
Sisak war im 9. Jahrhundert Mittelpunkt eines unter fränkischer Oberhoheit stehenden Fürstentums Pannonisch-Kroatien (lateinisch Pannonia inferior), mit den Fürsten Ljudevit (reg. 810–823), Ratimir und Braslav (reg. 880–896).
Im Jahr 901 wurde das Gebiet kurz von den Magyaren erobert. Dann wurde es Teil des vereinigten kroatischen Königreichs, das bis 1102 eigenständig blieb. Nachdem wurde es mehr als 800 Jahre im Kroatien im Staatsverband mit Ungarn.

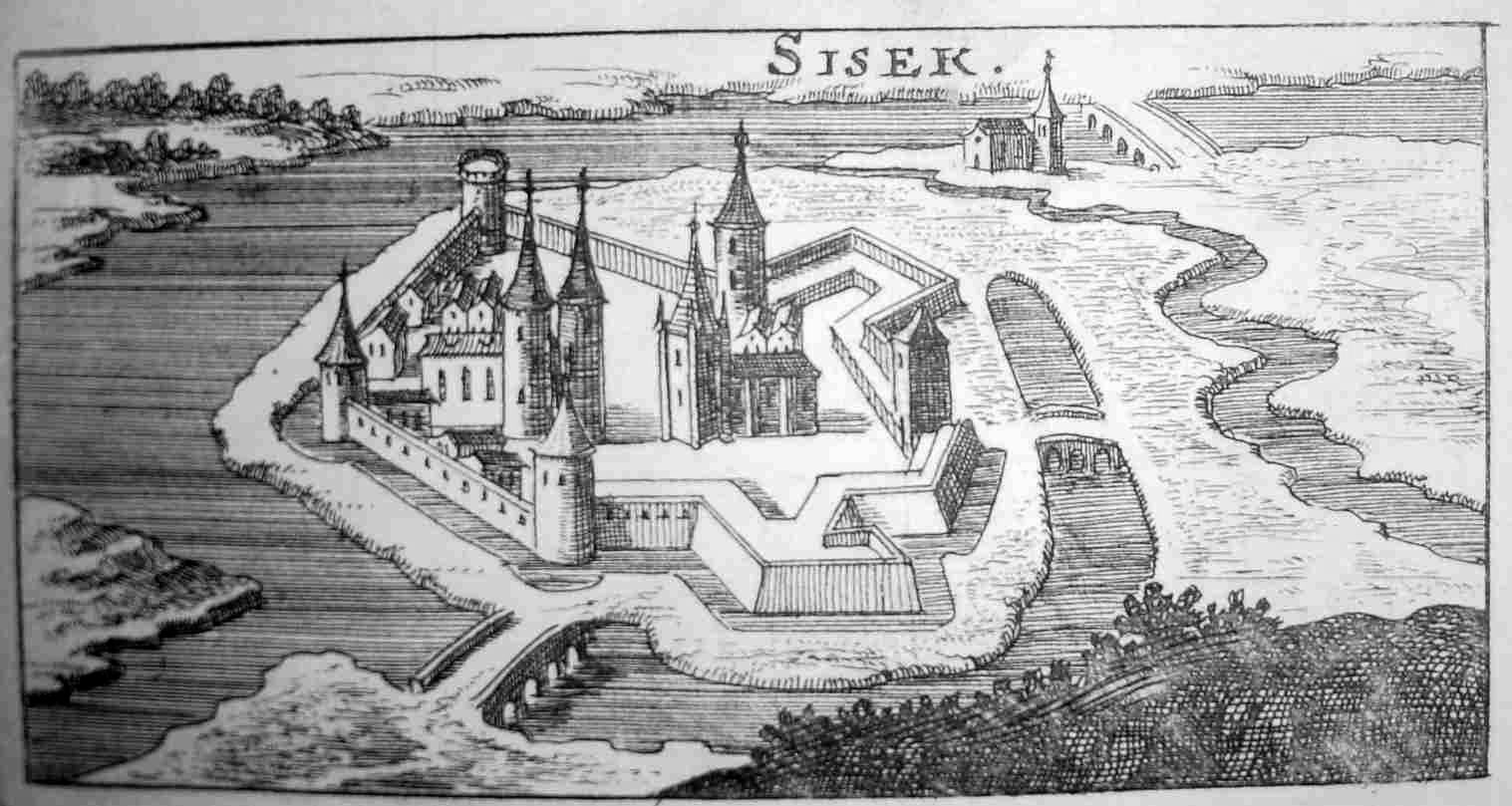
Die Festung Sisak auf einem Stich des 17. Jahrhunderts

Am 22. Juni 1593 fand hier um die Festung Sisak die Schlacht bei Sissek zwischen der Habsburgermonarchie und dem Osmanischen Reich statt. Es war einer der ersten Siege über die Osmanen. Sisak, ungarisch Sziszek, war seit 1745 verwaltungsmäßig Teil des Königreichs Kroatien und Slawonien, im Komitat Agram sowie Verwaltungssitz des Stuhlbezirks Sziszek.
Im Zweiten Weltkrieg richtete das Vasallenregime des Unabhängigen Staats Kroatien in Sisak das KZ Sisak ein, das offiziell ein Umerziehungslager für Kinder aus serbischen, jüdischen und Roma-Familien war, jedoch durch die Verbreitung von Krankheiten und durch Hunger praktisch zu einem Vernichtungslager wurde. Mit der Gründung des Sisaker Partisanenabteilung am 22. Juni 1941 begann in Sisak der bewaffnete Widerstand gegen die Ustascha.
Zu Beginn des Jugoslawienkrieges 1991 wurde bei Glina, südwestlich von Sisak, der deutsche Journalist Egon Scotland auf der Suche nach einer befreundeten Journalistin in seinem als Pressefahrzeug gekennzeichneten Auto von serbischen Paramilitärs angeschossen. Er starb am selben Tag in Sisak.
Ende des Jahres 2020 erschütterte das Erdbeben bei Petrinja die Stadt.

## Sehenswürdigkeiten
- Ehemalige Synagoge, erbaut 1880
- Basilika St. Quirinus, 2003
- Denkmal für die Truppe im Brezovica-Wald

## Städtepartnerschaften
Sisak unterhält mit folgenden Städten eine Gemeindepartnerschaft:
- Deutschland: Heidenheim an der Brenz, seit 1988
- Bulgarien: Gabrowo
- Deutschland: Remchingen
- Ungarn: Szombathely
- Polen: Leszno
- Tschechien: Jihlava

## Persönlichkeiten
- Menodoros († 35 v. Chr. in Siscia), auch Menas genannt, griechischer Pirat
- Marcus Aurelius Iulianus, römischer Usurpator im 3. Jahrhundert
- Quirinus von Siscia († 308 oder 309), Heiliger, Bischof von Siscia im 4. Jahrhundert
- Ljudevit Posavski († 823), altkroatischer Fürst zu Anfang des 9. Jahrhunderts
- Tamás Erdődy (1558–1624), Ban
- Antun Radić (1868–1919), Ethnograph und Politiker
- Stjepan Radić (1871–1928), Politiker
- Aurel Nowotny (1881–1947), Schauspieler, Theaterregisseur und Dramaturg, Tontechniker, Hörfunk-Mitarbeiter, Gewerkschafter
- Desiderius Hampel (1895–1981), SS-Brigadeführer und Generalmajor der Waffen-SS
- Veljko Maričić (1907–1973), Schauspieler
- Janko Bobetko (1919–2003), jugoslawischer und kroatischer General
- Ivica Horvat (1926–2012), Fußballspieler
- Željko Nimš (* 1950), Handballspieler und -trainer
- Marijan Vlak (* 1955), Fußballspieler und Trainer
- Nenad Kralj (* 1957), Facharzt und Hochschullehrer an der Bergischen Universität Wuppertal
- Tihomir Baltić (* 1976), kroatischer Handballspieler und -trainer
- Lada Obradović (* 1987), Jazzmusikerin
- Ante Crnac (* 2003), Fußballspieler